# Australasian Championships 1914 - Doppio maschile
Il doppio maschile dell'Australasian Championships del 1914 si tenne ad Melbourne, in Australia.
I campioni in carica erano Alf Hedeman e Ernie Parker. La finale è stata vinta da Ashley Campbell e Gerald Patterson contro Rodney Heath e Arthur O'Hara Wood per 7–5, 3–6, 6–3, 6–3.

## Tabellone

### Legenda
| - Q = Qualificato - WC = Wild card - LL = Lucky loser | - ALT = Alternate - SE = Special Exempt - PR = Protected Ranking | - w/o = Walkover - r = Ritirato - d = Squalificato |

### Fase finale
|  | Quarti di finale                  | Quarti di finale                  | Quarti di finale                 | Quarti di finale                 | Quarti di finale | Quarti di finale | Quarti di finale |  |  | Semifinali                        | Semifinali                        | Semifinali                        | Semifinali                        | Semifinali                      | Semifinali | Semifinali |   |   | Finale                           | Finale                           | Finale                           | Finale | Finale | Finale | Finale |  |
|  |                                   |                                   |                                  |                                  |                  |                  |                  |  |  |                                   |                                   |                                   |                                   |                                 |            |            |   |   |                                  |                                  |                                  |        |        |        |        |  |
|  | Ashley Campbell Gerald Patterson  | Ashley Campbell Gerald Patterson  | Ashley Campbell Gerald Patterson | Ashley Campbell Gerald Patterson | 7                | 6                | 6                |  |  |                                   |                                   |                                   |                                   |                                 |            |            |   |   |                                  |                                  |                                  |        |        |        |        |  |
|  | C. S. Buckley G. N. Roberts       | C. S. Buckley G. N. Roberts       | C. S. Buckley G. N. Roberts      | C. S. Buckley G. N. Roberts      | 5                | 4                | 3                |  |  | Ashley Campbell Gerald Patterson  | Ashley Campbell Gerald Patterson  | Ashley Campbell Gerald Patterson  | Ashley Campbell Gerald Patterson  | 6                               | 6          | 6          |   |   |                                  |                                  |                                  |        |        |        |        |  |
|  | A. R. Taylor Ronald Victor Thomas | A. R. Taylor Ronald Victor Thomas | 6                                | 3                                | 4                | 7                | 6                |  |  | A. R. Taylor Ronald Victor Thomas | A. R. Taylor Ronald Victor Thomas | A. R. Taylor Ronald Victor Thomas | A. R. Taylor Ronald Victor Thomas | 4                               | 2          | 2          |   |   |                                  |                                  |                                  |        |        |        |        |  |
|  | S. P. England Le. N. Taylor       | S. P. England Le. N. Taylor       | 1                                | 6                                | 6                | 5                | 2                |  |  |                                   |                                   |                                   |                                   |                                 |            |            |   |   | Ashley Campbell Gerald Patterson | Ashley Campbell Gerald Patterson | Ashley Campbell Gerald Patterson | 7      | 3      | 6      | 6      |  |
|  | Rodney Heath Arthur O'Hara Wood   | Rodney Heath Arthur O'Hara Wood   | Rodney Heath Arthur O'Hara Wood  | Rodney Heath Arthur O'Hara Wood  | 6                | 6                | 6                |  |  |                                   |                                   | Rodney Heath Arthur O'Hara Wood   | Rodney Heath Arthur O'Hara Wood   | Rodney Heath Arthur O'Hara Wood | 5          | 6          | 3 | 3 |                                  |                                  |                                  |        |        |        |        |  |
|  | Horace Rice Clarence Todd         | Horace Rice Clarence Todd         | Horace Rice Clarence Todd        | Horace Rice Clarence Todd        | 2                | 1                | 0                |  |  | Rodney Heath Arthur O'Hara Wood   | Rodney Heath Arthur O'Hara Wood   | Rodney Heath Arthur O'Hara Wood   | Rodney Heath Arthur O'Hara Wood   | 6                               | 6          | 6          |   |   |                                  |                                  |                                  |        |        |        |        |  |
|  | J. A. Raws Rupert Wertheim        | J. A. Raws Rupert Wertheim        | J. A. Raws Rupert Wertheim       | J. A. Raws Rupert Wertheim       | 6                | 6                | 8                |  |  | J. A. Raws Rupert Wertheim        | J. A. Raws Rupert Wertheim        | J. A. Raws Rupert Wertheim        | J. A. Raws Rupert Wertheim        | 3                               | 3          | 2          |   |   |                                  |                                  |                                  |        |        |        |        |  |
|  | F. B. Stanton A. Foster           | F. B. Stanton A. Foster           | F. B. Stanton A. Foster          | F. B. Stanton A. Foster          | 4                | 2                | 6                |  |  |                                   |                                   |                                   |                                   |                                 |            |            |   |   |                                  |                                  |                                  |        |        |        |        |  |